# کلمپولونگو مجوره
کلمپولونگو مجوره (به ایتالیایی: Campolongo Maggiore) یک منطقهٔ مسکونی در ایتالیا است که در استان ونیز واقع شده‌است.

## خصوصیات
کلمپولونگو مجوره ۲۳٫۵۴ کیلومترمربع مساحت و ۱۰٬۱۵۶ نفر جمعیت دارد.